# آفتاب‌پرست (فیلم ۱۹۹۵)
«آفتاب‌پرست» (انگلیسی: Chameleon (film)) یک فیلم است که در سال ۱۹۹۵ منتشر شد. از بازیگران آن می‌توان به آنتونی لاپالیا اشاره کرد.